# 伊藤工真
伊藤 工真（いとう たくま、1990年2月26日 - ）は、日本中央競馬会・美浦トレーニングセンターに所属する騎手。騎手免許は平地競走と障害競走の両方を所持している。

## 来歴
福島県郡山市出身。郡山市立行健中学校時代は野球をしていたが、中2の終わり頃にたまたまテレビで競馬を観たのがきっかけで騎手を志した。それまで競馬は全く知らず、福島に競馬場がある事も知らなかったという。
アニマル・ベジテイション・カレッジで乗馬を始め、2005年に競馬学校に第24期として入学。なお同期入学は8人おり、その中に平野優（2年留年）や北村浩平の弟（退学）もいた。2008年に同校を卒業し、美浦・古賀史生厩舎所属でデビュー。卒業時の同期には大江原圭とアニマル・ベジテイション・カレッジ時代からの同期である三浦皇成がいる。3月1日の中山1Rで初騎乗を迎え、自厩舎のトウショウブリーズに騎乗し11番人気で9着。同期の三浦が勝ち星を重ねる裏でなかなか勝てず、三浦が新人最多勝記録を塗り替えた翌日の10月26日、東京1Rでサザンスターディに騎乗し、89戦目でようやく初勝利を挙げた。1年目はその1勝のみに終わった。
翌2009年1月5日、2年目を迎え最初の騎乗となった中山の3R・7Rでいきなり騎乗機会2連勝し早くも前年の勝利数を超え、2月15日のダイヤモンドステークス（GIII）で重賞初騎乗。49kgの軽量を生かし、16頭中最下位人気のゴーウィズウィンドで5着に入った。その後もステキシンスケクンで京王杯スプリングカップ（GII）に出走するなど騎乗数を大幅に増やし、2年目は23勝を挙げた。
2010年1月12日に行われた第24回全日本新人王争覇戦で同じく選抜された同期の三浦と共に出場。第1戦・第2戦とも2着に食い込み合計30ポイントを獲得し新人王の称号を手にした。なお、JRA所属騎手の新人王獲得は第18回の柴原央明以来である。同年5月9日、NHKマイルカップでGI初騎乗（15番人気キングレオポルドで12着）。6月20日、地元福島競馬場で行われたバーデンバーデンカップでウエスタンビーナスに騎乗し、初オープン勝ちを飾った。
2011年5月1日付で古賀史生厩舎を離れフリーとなった。
2012年11月25日の東京9Rキャピタルステークスで、18頭中最下位人気、単勝397.4倍のヤマニンウイスカーで逃げ切って勝利し大穴をあけた。同レースはWIN5対象1レース目で、発売票数880万票から一気に残り票数が13,574票まで減り、最終的に的中2票で史上2度目の2億円の払戻となった。
2013年7月2日、川崎9Rジュライフラワー賞で10番人気ヤマニンペルルに騎乗し、地方競馬初勝利を挙げた。
2018年1月27日、中京4Rでダニエルに騎乗して1着となり、JRA通算100勝を達成した。初騎乗から3270戦目。前年4月9日に99勝目を挙げてから9ヶ月ぶりの勝利だった。同年2月17日、東京4R・障害未勝利戦で障害競走に初騎乗したが、2周目向正面で競走を中止した。2019年12月8日の中京4Rでスリーコーズラインで障害初勝利を挙げ、同馬とのコンビで2週後の中山大障害に出走しJGI初騎乗を果たした（15着）。
2020年1月1日付で金成貴史厩舎に所属。同年最初の開催となった1月5日の中山1Rでは金成厩舎のオイデヤスダイジンで幸先良く勝利している。9月27日の中京11R神戸新聞杯で14番人気ロバートソンキーで3着に入り、1勝馬ながら菊花賞への優先出走権を獲得。自身初のクラシック騎乗となった菊花賞では9番人気で出走し、6着となっている。
2021年4月4日の中山4R障害未勝利戦でセーリングに騎乗したが、2周目5号障害飛越時につまずき落馬。一回転して頭から地面に叩きつけられる危険な落ち方で、第2、3頚椎椎体骨折と診断されたが幸い神経などに損傷はなく、約3か月間入院後、リハビリを経て9月14日から調教に復帰。9月12日には一足早くロバートソンキーが7か月半の休養を経て復帰戦で勝利し、「いい走りを見せてくれたので僕も頑張らないと」と励みになったという。10月16日からレースに復帰した。

## 人物
- 左利きである。競馬学校卒業時には教官から「左利きに天賦の才の可能性を感じ、モノになると信じて教えてきた」というコメントをもらった[9]。左を使わないのは習字くらいで、「習字は止めとかはらいとかあるから右で。それ以外は全部左ですね」と語っている[10]。
- 競馬学校時代にTBS『学校へ行こう!MAX』（2006年4月25日放送）に三浦皇成らと共に出演した[11]。
- 同期の大江原圭と同じ生年月日である。
- 2008年2月12日に行われた卒業記念模擬レースでメイショウブンゴに騎乗し優勝している。これは模擬レース5戦目にして初勝利だった。同日の謝恩会では「素直が一番で賞」を受賞した[12]。
- 座右の銘は「清心虹光」、目標とする騎手は横山典弘とミルコ・デムーロ、好きなものはご飯、饅頭、団子、野菜[9]。
- 好きな歌手は徳永英明。「悲しい系の曲が好きですね。聞くのも癒される感じの歌が多いです」と語っている[10]。
- 持病で蓄膿症のため必ずレース中には鼻腔を広げるテープを付けているのがトレードマーク。またパドックにおいて馬に跨った直後、鞭を口にくわえる動作を行うことも特徴の一つとなっている。
- 食事に非常に気を使っており、通常トレセンの独身寮では食堂で三食とも食事が提供されているにもかかわらず、かつて独身寮で隣の部屋に住んでいた松岡正海によれば「自分の部屋で十六穀米を炊いて、食堂に持ち込んで食べている」とのこと（おかずは食堂のものを食べている）。松岡曰く「（独身寮でわざわざ自炊するのは）ジョッキーでは史上初ではないか」という[13]。
- ロバートソンキーを管理する林徹調教師と出会ったのは競馬学校時代で、当時厩務員課程だった林と同じ厩舎で約6か月間一緒に学ぶ機会があり、調教師を目指していた林から「いつか厩舎を持ったら工真に声をかける」と言われていた。2018年に林厩舎が開業し、新馬勝ちを飾ったイチゴミルフィーユなどの騎乗を任されている[14]。

## 騎乗成績
|      |                 | 日付           | 競馬場・開催・レース | 競走名                 | 馬名               | 頭数 | 人気 | 着順 |
| ---- | --------------- | -------------- | -------------------- | ---------------------- | ------------------ | ---- | ---- | ---- |
| 平地 | 初騎乗          | 2008年3月1日   | 2回中山1日1R         | 3歳未勝利              | トウショウブリーズ | 16頭 | 11   | 9着  |
| 平地 | 初勝利          | 2008年10月26日 | 4回東京6日1R         | 2歳未勝利              | サザンスターディ   | 10頭 | 4    | 1着  |
| 平地 | 重賞初騎乗      | 2009年2月15日  | 1回東京6日11R        | ダイヤモンドステークス | ゴーウィズウィンド | 16頭 | 16   | 5着  |
| 平地 | GI初騎乗        | 2010年5月9日   | 2回東京6日11R        | NHKマイルカップ        | キングレオポルド   | 18頭 | 15   | 12着 |
| 障害 | 初騎乗          | 2018年2月17日  | 1回東京7日4R         | 障害4歳上未勝利        | オシノイッテ       | 14頭 | 14   | 中止 |
| 障害 | 初勝利          | 2019年12月8日  | 4回中京4日4R         | 障害3歳上未勝利        | スリーコーズライン | 13頭 | 5    | 1着  |
| 障害 | 重賞・JGI初騎乗 | 2019年12月21日 | 5回中山7日10R        | 中山大障害             | スリーコーズライン | 15頭 | 10   | 15着 |

| 年度   | 1着 | 2着 | 3着 | 騎乗数 | 勝率 | 連対率 | 複勝率 |
| ------ | --- | --- | --- | ------ | ---- | ------ | ------ |
| 2008年 | 1   | 6   | 5   | 145    | .007 | .048   | .083   |
| 2009年 | 23  | 34  | 30  | 669    | .034 | .085   | .130   |
| 2010年 | 17  | 44  | 47  | 734    | .023 | .083   | .147   |
| 2011年 | 5   | 10  | 18  | 298    | .017 | .050   | .111   |
| 2012年 | 15  | 21  | 19  | 321    | .047 | .112   | .171   |
| 2013年 | 11  | 12  | 14  | 273    | .040 | .084   | .136   |
| 2014年 | 12  | 18  | 16  | 286    | .042 | .105   | .161   |
| 2015年 | 11  | 13  | 11  | 253    | .043 | .095   | .138   |
| 中央   | 95  | 158 | 160 | 2979   | .032 | .085   | .139   |
| 地方   | 1   | 1   | 1   | 31     | .032 | .065   | .097   |

（2016年1月3日現在 JRA騎手名鑑より）

## 主な騎乗馬
- ウエスタンビーナス（2010年バーデンバーデンカップ）
- ヤマニンウイスカー（2012年キャピタルステークス）
- アウトクラトール（2013年福島民友カップ）
- センチュリオン（2015年新馬戦、500万下）
- カチューシャ（2015年オアシスステークス）
- ロバートソンキー（2020年未勝利戦、1勝クラス）